# Новий Троїцький
Новий Тро́їцький (рос. Новый Троицкий, башк. Яңы Троицкий) — присілок (в минулому селище) у складі Благоварського району Башкортостану, Росія. Входить до складу Балишлинської сільської ради.
Населення — 37 осіб (2010; 40 в 2002).
Національний склад:
- башкири — 92 %